# Universiade d'été de 2021
Navigation
Édition précédente Édition suivante
L'Universiade d'été 2021, les XXXIe Jeux mondiaux universitaires d'été, communément appelés les Jeux mondiaux universitaires Chengdu 2021 de la FISU, est un événement multisport sanctionné par la Fédération internationale du sport universitaire (FISU), qui s'est déroulé du 28 juillet au 8 août 2023 à Chengdu, Sichuan, Chine. Il s'agit de la troisième édition des Jeux organisée par la Chine, et de la première édition à porter le titre "Jeux mondiaux universitaires d'été" plutôt que "Universiade d'été".
Les Jeux étaient initialement prévus du 16 au 27 août 2021. Le 2 avril 2021, il a été annoncé que les Jeux seraient reportés d'un an à 2022 en raison de la pandémie mondiale de COVID-19, le calendrier devant être annoncé à une date ultérieure. Les Jeux continueront à porter le nom de Chengdu 2021., En mai 2021, la FISU a confirmé que les Jeux avaient été reportés à juin 2022. Le 6 mai 2022, la FISU a annoncé que les Jeux avaient de nouveau été reportés à 2023 en raison de problèmes liés au COVID-19 ; les Jeux remplaceront effectivement les Jeux universitaires mondiaux d'été de 2023 à Ekaterinbourg, dont les droits d'accueillir les Jeux avaient été supprimés en raison de l'invasion russe de l'Ukraine en 2022.

## Sélection de l'hôte
Le 1er septembre 2014, la FISU a ouvert les candidatures pour les Universiades d'hiver et d'été 2021. Bucarest, Roumanie  et Santiago de Cali, Colombie  ont annoncé leur intention de soumettre des candidatures pour l'Universiade d'été. Le Turkménistan s'est vu proposer d'accueillir les Jeux, mais a refusé. Le 14 octobre 2018, il a été signalé que la FISU avait proposé une offre conjointe entre Séoul, Corée du Sud et Pyongyang, Corée du Nord, lors d'une réunion entre le maire de Séoul Park Won-soon et le secrétaire général de la FISU Eric Saintrond.
Le 13 décembre 2018, il a été signalé qu'un représentant de Chengdu, en Chine, avait signé un "contrat de pré-attribution" avec la FISU lors d'une réunion de son comité directeur à Braga, au Portugal. Le 1er mars 2019, avant l'Universiade d'hiver à Krasnoïarsk, Chengdu a été officiellement annoncée comme hôte de l'Universiade d'été 2021.

## Épreuves
- Athlétisme à l'Universiade d'été de 2021
- Escrime à l'Universiade d'été de 2021